# لعتامنة (الزمامرة1)
لعتامنة هو دُوَّار يقع بجماعة الغنادرة، إقليم سيدي بنور، جهة الدار البيضاء سطات في المملكة المغربية. ينتمي الدوّار لمشيخة الزمامرة1 التي تضم 6 دواوير. يقدر عدد سكانه بـ 1747 نسمة حسب الإحصاء الرسمي للسكان والسكنى لسنة 2004.

## روابط خارجية
- البوابة الوطنية للجماعات الترابية نسخة محفوظة 12 مارس 2018 على موقع واي باك مشين.
- المندوبية السامية للتخطيط